# Speicherteich Viderböden
Der Speichersee Viderböden ist ein Staubecken oberhalb von Ischgl nahe der Landesgrenze zur Schweiz, das der Beschneiung der Pisten in der Silvretta Arena dient. Es wurde 2017 als Ersatz für den aufgegebenen Speichersee Idalp angelegt, der sich in einem Erdrutschgebiet befand, weshalb die Aufsichtsbehörden die Betriebsbewilligung per Ende Wintersaison 2016/17 aberkannten. Für den neuen Stauweiher wurde ein Standort möglichst nahe dem bisherigen Stausee gewählt, um den Aufwand für die Anpassungen an den Leitungen der Beschneiungsanlage möglichst gering zu halten. Der herzförmige Stauweiher hat einen Nutzinhalt von 52.000 m². Die Abdichtung gegen den Untergrund erfolgt durch eine Teichfolie, die auf einem Drainagevlies liegt und durch eine auf einem Schutzvlies liegende 15 bis 20 cm mächtige Geröllschüttung geschützt wird. Der See wurde in nur drei Monaten gebaut, denn es musste die kurze schneefreien Periode im Sommer ausgenutzt werden. Die Baukosten beliefen sich auf 4,5 Mio. Euro.